# Clemens Moser (Politiker, 1806)

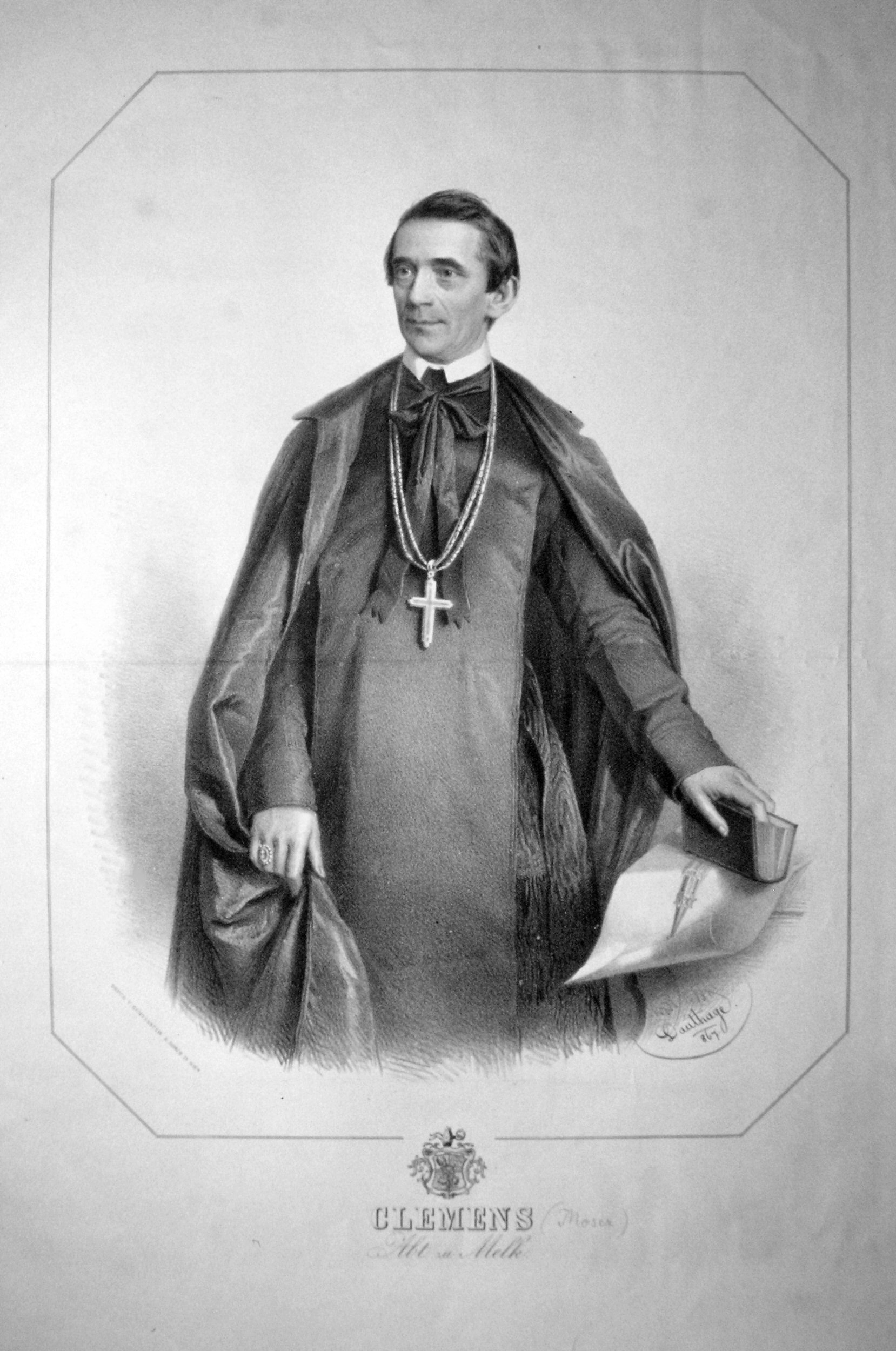
Clemens Moser, Lithographie von Adolf Dauthage, 1867

Clemens Moser OSB (* 6. September 1806 in Rudmanns, Zwettl als Michael Moser; † 15. Februar 1875 in Wien) war ein österreichischer Benediktiner und Politiker. Von 1867 bis zu seinem Tod war er der 61. Abt des Stiftes Melk und von 1871 bis 1874 Abgeordneter des Großgrundbesitzes im niederösterreichischen Landtag.

## Leben
Michael Moser wurde 1806 als Sohn einer Bauernfamilie im zu Zwettl gehörenden Dorf Rudmanns im Waldviertel geboren. Er trat in das Benediktinerkloster von Stift Melk ein, wo er den Ordensnamen Clemens annahm und 1829 die feierliche Profess ablegte. 1830 wurde er dort zum Priester geweiht, ab 1837 war er Professor an der theologischen Hauslehranstalt von Melk. 1838 wurde er Magister der Novizen (Novizenmeister) und Kleriker, 1842 dann persönlicher Sekretär von Abt Wilhelm Eder. 1846 trat er als Kämmerer die klösterliche Ämterlaufbahn an, die er mit seiner Tätigkeit als Subprior (1849–1854) fortsetzte. 1859 ging er als Hofmeister des Melker Hofes nach Wien, später war er Secretär der Central-Verwaltung des Stiftes. Am 16. Jänner 1867 wurde er vom Konvent des Klosters zum Nachfolger des verstorbenen Abtes Eder gewählt und bereits einen Tag später vom St. Pöltner Bischof Joseph Feßler zum Abt „geweiht“. In seiner Zeit als Abt förderte er besonders das Melker Stiftsgymnasium.
Ab dem 14. September 1871 war er Vertreter des Großgrundbesitzes im Landtag von Niederösterreich. 1874 legte er (noch vor dem 18. August) sein Mandat aus gesundheitlichen Gründen zurück. Abt Clemens Moser starb 1875 in Wien, ihm folgte Alexander Karl als Abt nach.